# Best of Shaggy: The Boombastic Collection
Best of Shaggy: The Boombastic Collection – kompilacja nagrań jamajskiego wokalisty Shaggy'ego. Płyta została wydana w Wielkiej Brytanii 25 sierpnia 2008 roku.  

## Lista utworów
1. "Boombastic"
2. "Strength of a Woman"
3. "Angel" (featuring Rayvon)
4. "Hey Sexy Lady" (featuring Brian & Tony Gold)
5. "Feel the Rush" (featuring Trix & Flix)
6. "Those Days" (featuring Na'sha)
7. "Don't Ask Her That" (featuring Nicole Scherzinger)
8. "It Wasn't Me" (featuring Ricardo "RikRok" Ducent)
9. "Hope" (featuring Prince Mydas)
10. "In the Summertime" (featuring Rayvon)
11. "Luv Me, Luv Me" (featuring Samantha Cole)
12. "Oh Carolina"
13. "Ready Fi Di Ride"
14. "Church Heathen"
15. "Leave it to Me" (featuring Brian & Tony Gold)
16. "Would You Be" (featuring Brian Thompson)
17. "Wild 2nite" (featuring Olivia)
18. "Gone With Angels"